# Jan Geelen
Jan Geelen (Overpelt, 11 augustus 1896 - Neerpelt, 30 april 1969) was een Belgisch politicus voor de CVP.

## Levensloop
Geelen was burgemeester van Neerpelt van 1959 tot 1969. Op het einde van zijn laatste legislatuur stierf hij, hij werd opgevolgd door Lambert Kelchtermans.